# Wolter Kymmell (1752-1830)
|                            |  |                                     |
| Wolter Kymmell (1752-1830) |  | Henrica Johanna Sijlman (1754-1798) |

Wolter Kymmell (Havelte, 6 februari 1752 – aldaar, 21 november 1830) was een Nederlandse jurist en politicus.

## Leven en werk
Kymmel was een zoon van de landschrijver van Drenthe Jan Kymmell en Johanna Oldenhuis. Hij werd geboren in het door zijn grootvader Wolter Kymmell gebouwde huis Overcinge te Havelte. Hij studeerde rechten aan de universiteit van Groningen en promoveerde aldaar in 1777. Hij verkreeg Overcinge uit de nalatenschap van zijn in 1775 overleden vader. Kymmell vestigde zich als advocaat. In 1783 werd hij gekozen tot ette voor het Dieverderdingspel. In 1791 werd hij benoemd tot raadsheer in het Hof van Justitie van het landschap Drenthe. Tijdens de Franse Tijd vervulde hij geen publieke functies. In maart 1814 maakte hij namens het district Wester Eems deel uit van de Vergadering van Notabelen. Van 1817 tot 1830 was hij lid van Provinciale Staten van Drenthe.
Het oordeel van de patriot Carel de Vos van Steenwijk over Kymmell was weinig vleiend: een zeer valsch en geldgierig mensch die zich bij beide partijen wilde gezien maken, zo hij maar voordeel behalen kan, heeft gene grote bekwaamheden en wierd door geen der beide partijen vertrouwd schoon ook zwager van Piet Hofstede.
Kymmell trouwde op 23 juni 1778 te Roden met Henrica Johanna Sijlman, dochter van de Groninger rentmeester mr. Petrus Sijlman en Susanna Helena Wilhelmina Grijp. Zijn zoon Johan werd burgemeester van Meppel. Zijn broer Jan Wilmsonn was schulte en burgemeester van Roden en bewoonde daar de havezate Mensinge. Schoonzoon Isaäc Collard was burgemeester in Assen.
- Biografisch Portaal: 07406316
- International Standard Name Identifier: 0000 0003 9685 5726
- Nederlandse Thesaurus van Auteursnamen: 148958184
- Parlement.com: vg09llvf7otu
- Virtual International Authority File: 291910283
- WorldCat: E39PBJfcJmKXjCQWxdKgG7RR8C